# Kullorsuaq
Kullorsuaq (grønlandsk for “Den store tommelfinger”, dansk navn: Djævelens Tommelfinger) er en bygd i Vestgrønland beliggende ca. 300 km nord for Upernavik i Avannaata Kommune. Bygden blev grundlagt i 1928 og har ca. 456 indbyggere (2014). Navnet refererer til et fjeld i nærheden af bygden, som set fra vest ligner en stor tommelfinger.
I den isfri tid (juli – november) kommer der forsyninger med skib hver anden uge. Hele året er der helikopterforbindelse ca. to gange om ugen til Kullorsuaq Helistop. Der er mulighed for både mobiltelefoni og internet. De vigtigste næringsveje er fiskeri og fangst, særlig efter sæl, narhval og hvidhval.
I byens servicehus er der vaskeri, bad, mødelokale og hobbyværksted. Der er også her syge- og tandpleje foregår. Lægen kommer to til tre gange om året. Patienter transporteres i de fleste tilfælde til Upernavik Sygehus. I 2011 blev den nye 170 m2 Pilersuisoq-butik indviet.
Bygdens nye skole Kullorsuup Atuarfissua blev indviet i 2009. Skolen har plads til 121 elever fra 1. til 10. klasse.

## Kultur
Den franske komediefilm “Le Voyage au Groenland” (på dansk: “Rejsen til Grønland”) er hovedsagligt optaget i Kullorsuaq.